# هان هیو جو
هان هیو جو (کره‌ای: 한효주؛ زادهٔ ۲۲ فوریه ۱۹۸۷) بازیگر، مدل و خواننده اهل کره جنوبی است.او بیشتر به خاطر ایفای نقش در مجموعه‌های تلویزیونی ایلجیما (۲۰۰۸)، میراث درخشان (۲۰۰۹)، افسانه دونگ‌یی (۲۰۱۰)، دابلیو (۲۰۱۶) و شادی (۲۰۲۱) و فیلم‌های مبدل‌پوش (۲۰۱۲)، عشق ۹۱۱ (۲۰۱۲)، زیبایی درون (۲۰۱۵) و دزدان دریایی: آخرین گنج سلطنتی (۲۰۲۲) شناخته می‌شود.

## زندگی شخصی
هان‌هیو جو در چئونگ‌جو، استان چونگچئونگ شمالی زاده شد. مادرش پیش از اینکه بازرس مدارس دولتی شود، معلم مدرسهٔ ابتدایی بود و پدرش در ارتش کار می‌کرد. 
به‌عنوان یک کودک او در ورزش، مخصوصاً ورزش دو و میدانی مهارت خوبی داشت. وقتی‌که سال دوم دبیرستان بود به سئول نقل مکان کرد و با وجود مخالفت پدر محافظه‌کارش در دبیرستان بولگوک حضور یافت.
او سپس وارد دانشگاه دونگگوک شد و در آنجا به بخش فیلم و تئاتر ملحق شد. وی ملکه زیبایی جوانان در سال ۲۰۰۳ شد.پس از بازی در فیلم دبلیو در مقابل لی جونگ سوک شایعاتی مبنی بر رابطهٔ او با جونگ سوک پخش شد که با رفتار صمیمانهٔ این دو این شایعات هم قوت گرفت. این شایعه از طرف این دو بازیگر هیچگاه تکذیب یا تأیید نشد. همچنین گفته شده که تایپ MBTI او ، ISFJ است

## زندگی هنری
در سال ۲۰۰۳، هان برای نخستین بار در مسابقهٔ ملکهٔ زیبایی نوجوانان کشف شد، مسابقه‌ای که توسط شرکت تولیدکنندهٔ موادغذایی Binggrae سازماندهی شده بود؛ و اینطور شد که او بازیگری خود را با سریال کمدی «بدون وقفه ۵» و فیلم تبهکارانه-کمدی «رئیسم، معلمم» شروع کرد.
هان با نقش بعدی خود سطح کارش را بالاتر برد و در چهارمین و آخرین قسمت مجموعهٔ «درامای فصل‌ها» به نام «والتز بهاری» و به کارگردانی یون سوک هو ایفای نقش کرد.
پس از آن، هان با دو سریال موفق تلویزیونی درخشید. در سال ۲۰۰۷ با سریال «مثل زمین و آسمان» در کنار پارک هه جین از کانال KBS1، و در سال ۲۰۰۸ با سریال مرد نقاب‌دار ماجراجو «ایلجیما» با بازی لی جونکی از کانال SBS.
پس از مدتی، فیلم دیگری هم با حضور او پخش شد. این فیلم با اسم «دوچرخه‌سواری» نخستین‌بار در جشنوارهٔ بین‌المللی فیلم جونجو به نمایش درآمد.
فیلمبرداری بعدی هان، تله‌فیلم کره‌ای-ژاپنی «پستچی بهشت» هم در سال ۲۰۰۸ انجام شد، و همبازی او در این فیلم جه جونگ از گروه TVXQ (در حال حاضر JYJ)بود.
پس از تأخیر فراوان، سرانجام این فیلم در اواخر سال ۲۰۰۹ روی پردهٔ سینما رفت و در نهایت هم سال بعد از تلویزیون پخش شد.
نقش بعدی هان، برای او موفقیت زیادی را به همراه داشت: سریال «میراث درخشان» با حضور لی سونگ گی، که در سال ۲۰۰۹ با استقبال خیلی زیادی روبرو شد و درصد بینندگانش به ۴۷٫۱٪ رسید.
با این نقش، هان تبدیل به یک ستاره شد و پس از اتمام سریال، موجی از قراردادهای تبلیغاتی، درخواست‌های مصاحبه و شهرت روزافزونی را در سرتاسر آسیا تجربه کرد.
هان در پایان همان سال به بازی درخشانش در سریال موزیکال Soul Special که اتفاقاً در این موزیکال کی ویل هم حضور داشت، خاتمه داد.
این موزیکال در دوازده بخش ۵ دقیقه‌ای در پورتال‌های آنلاین مختلف به نمایش درآمد و کانال KBS هم با مسرت این سریال را در چهار بخش به روی آنتن برد.
او در چهل و نهمین سالگرد شبکهٔ MBC برای بازی درخشانش در سریال موفق «دونگ‌یی»، چندین جایزهٔ مختلف را برای به تصویر کشیدن «چویی سوک-بین» به دست آورد و ثابت کرد که لیاقت آن را دارد که به عنوان یک سوپر استار کره‌ای از او یاد شود.
او سپس در ملودرام «همیشه»، مقابل سو جی-ساب (در نقش مردی که پیش‌تر یک بوکسور بود)، نقش یک بازاریاب تلفنی نابینا را بازی کرد.
این فیلم توسط کارگردان سونگ ایل-گون کارگردانی شده بود و به عنوان فیلم افتتاحیهٔ جشنوارهٔ بین‌المللی بوسان ۲۰۱۱ به نمایش درآمد.
هان پس از آن به عنوان راوی در «barrier-free» که نسخه‌ای از فیلم ژاپنی «My Back Page» بود، همکاری کرد.

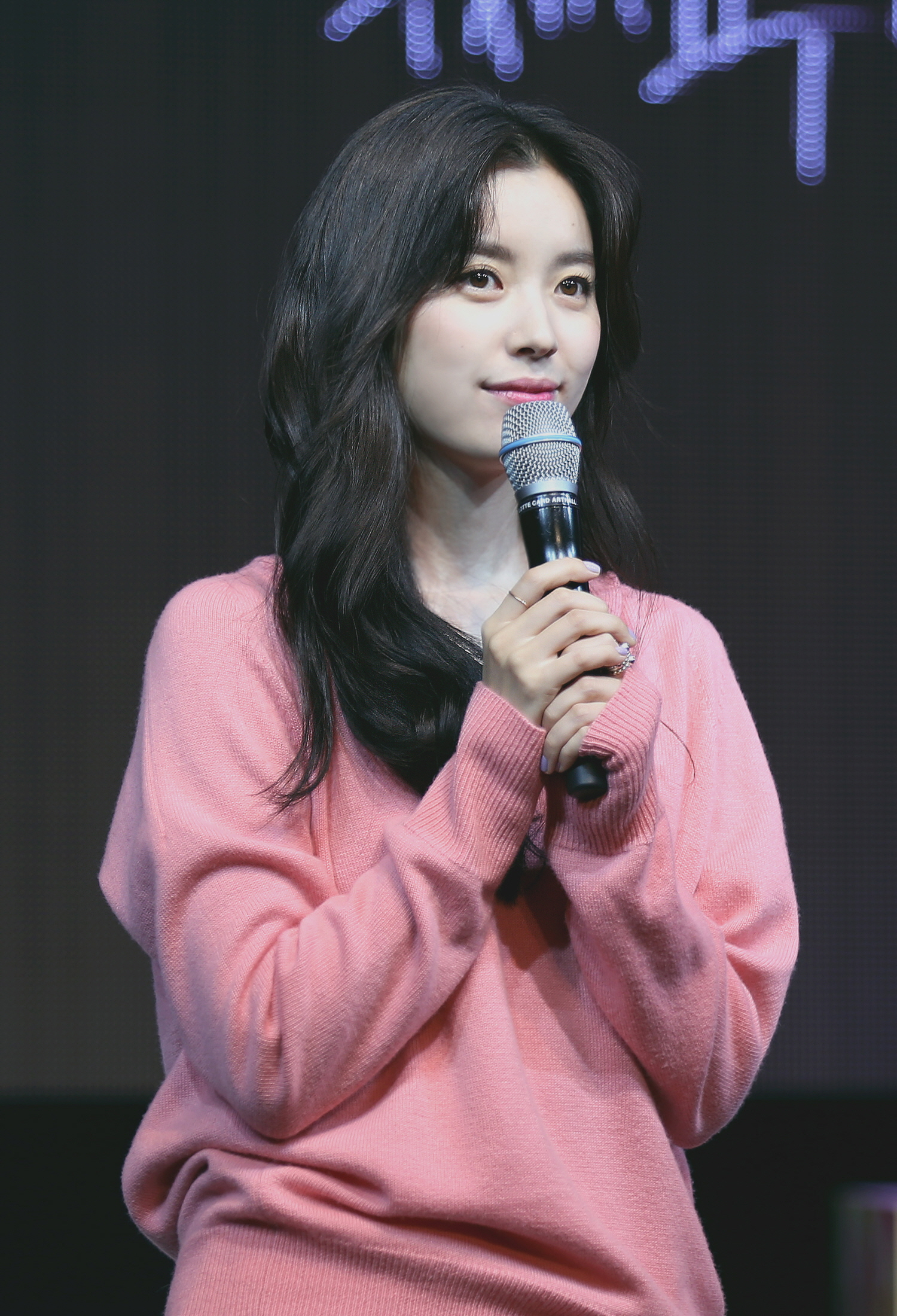
در سال ۲۰۱۷

هان نقش ملکهٔ گوانگ‌هیگون، پادشاه چوسان (با بازی لی بیونگ-هون) را در فیلم تأثیرگذار مبدل‌پوش بازی کرد که به یکی از پرفروش‌ترین فیلم‌های کرهٔ جنوبی تبدیل شد. پس از آن او در Love 911 حضور یافت که داستان عشقی بعید بین یک دکتر و یک آتش‌نشان (با بازی گو سو) بود.
او سپس در تریلر اکشن Cold Eyes نقش مقابل سول کیونگ-گو و جونگ وو-سونگ را بازی کرد که به یکی از بزرگ‌ترین موفقیت‌های او در کرهٔ جنوبی در سال ۲۰۱۳ تبدیل شد. .
در سال ۲۰۱۴ او به همراه بازیگر Love 911 یعنی Go Soo در فیلم Myohyangsangwan ظاهر شد که داستان آن فیلم به تصویر کشندهٔ رابطهٔ عاشقانه میان یک نقاش از کرهٔ جنوبی و یک پیشخدمت از کرهٔ شمالی بود.
همکاری این هنرمندان همراه باMoon Kyung-won و Jeon Joon-ho منجر به خلق یک اثر به یاد ماندنی همراه با تصاویر تجربی و ساختارهای تئاتری به علاوهٔ پیش زمینه‌ای از هنر رقصیدن شد.
هان هیو جو این بار در بازار فیلم خارج از کشور درخشید و با بازی در یک فیلم ژاپنی با نام معجزهٔ عشق افتخاری دیگر را در کارنامهٔ هنری خود ثبت کرد. این فیلم که پلان‌های آن روایتگر حال و هوای کریسمس است یک داستان عاشقانه را تعریف می‌کند؛ که در آن یک کارمند کتابفروشی به همراه ۳ زن دیگر در گیر و دار یک رابطهٔ عشقی قرار می‌گیرند.
هان به تازگی در یک فیلم موزیکال به نام C'est si bon به ایفای نقش پرداخته که از فراز و نشیب‌های گروهی حکایت می‌کند که در ژانر موسیقی سنتی فعالیت دارند. داستان این فیلم به دههٔ ۱۹۷۰ بازمی‌گردد. زمانی که در Mugyo-dong یک سالن موسیقی به نام C'est افتتاح شد.

## فیلم‌شناسی

### مجموعه تلویزیونی
| سال  | عنوان            | نقش                           | شبکه        |
| ---- | ---------------- | ----------------------------- | ----------- |
| ۲۰۰۵ | بی‌وقفه ۵         | هان هیو جو                    | MBC         |
| ۲۰۰۶ | والتز بهاری      | سئو / پارک ایون یونگ          | KBS2        |
| ۲۰۰۷ | مثل زمین و آسمان | سوک جی سو                     | KBS1        |
| ۲۰۰۸ | ایلجیما          | ایون چای                      | SBS         |
| ۲۰۰۹ | میراث درخشان     | گو ایون سونگ                  | اس‌بی‌اس      |
| ۲۰۰۹ | روح ویژه         | جین می اه                     | KBS Joy     |
| ۲۰۱۰ | دونگ‌یی           | چوی دونگ یی (la Choi Suk-bin) | MBC         |
| ۲۰۱۶ | دبلیو(W) دو جهان | اوه یون جو                    | MBC         |
| ۲۰۱۹ | Treadstone       | Soyun Pak                     | USA Network |
| ۲۰۲۱ | شادی             | یون سه-بوم                    | تی‌وی‌ان      |

### فیلم‌ها
| سال  | عنوان                             | نقش                                      | توضیحات                        |
| ---- | --------------------------------- | ---------------------------------------- | ------------------------------ |
| ۲۰۰۶ | My Boss, My Teacher               | Yoo Mi-jung                              |                                |
| ۲۰۰۶ | Ad-lib Night                      | Bo-kyung                                 |                                |
| ۲۰۰۸ | Ride Away                         | Im Ha-jung                               |                                |
| ۲۰۰۸ | دشمن عزیز من                      | Woman at the bus stop/Voice on the phone | cameo                          |
| ۲۰۰۹ | پستچی بهشت                        | Jo Hana / Saki                           | telecinema (also aired on SBS) |
| ۲۰۱۱ | همیشه                             | ها جئونگ هوا                             |                                |
| ۲۰۱۲ | مبدل پوش                          | Queen Consort                            |                                |
| ۲۰۱۲ | Love 911                          | می سو                                    |                                |
| ۲۰۱۳ | Cold Eyes                         | ها یون جو                                |                                |
| ۲۰۱۴ | Miracle Debikuro's Love and Magic | So-yeon                                  | Japanese Film                  |
| ۲۰۱۴ | Myohyangsangwan                   | waitress from North Korea                | short film                     |
| ۲۰۱۵ | C'est Si Bon                      | Min Ja-young                             |                                |
| ۲۰۱۵ | زیبای درون                        | یی سو                                    |                                |
| ۲۰۱۵ | Haeohwa                           |                                          |                                |
| ۲۰۱۶ | Hae Eo Hwa                        | Jeong So Yool                            |                                |
| ۲۰۱۸ | Golden Slumber                    | سان یانگ                                 |                                |
| ۲۰۱۸ | Illang: The Wolf Brigade          | لی یون هی                                |                                |
| ۲۰۲۰ | The Sun does not Move             | Ayako                                    | Japanese Film                  |
| ۲۰۲۱ | دزدان دریایی: آخرین گنج سلطنتی    | Hae-rang                                 |                                |

### موزیک ویدئوها
| سال  | نام موزیک به کره‌ای           | نام موزیک به انگلیسی      | هنرمند                               |
| ---- | ---------------------------- | ------------------------- | ------------------------------------ |
| ۲۰۰۴ | 사랑해요                     | ...I love                 | Simply Sunday                        |
| ۲۰۰۵ | 그대가 세상에 있는 것 만으로 |                           | Position                             |
| ۲۰۰۵ |                              | Paris                     | اپیک‌های                              |
| ۲۰۰۶ | 이별은                       | Farewell is...            | U                                    |
| ۲۰۰۶ |                              | Tree                      | Kwon Jin-won                         |
| ۲۰۰۹ | 남잔 다 그래                 |                           | Lee Woo-sang                         |
| ۲۰۰۹ | 사랑한단 말을 못해서         | I don't says I Love       | K.Will                               |
| ۲۰۰۹ | 너 정말이니                  | Are You Serious?          | Rumble Fish                          |
| ۲۰۱۰ |                              | Don't You Know            | Han Hyo-joo feat. No Reply           |
| ۲۰۱۲ | 널 사랑하겠어                | من انتخاب می‌کنم عشق تو را | Hyorin                               |
| ۲۰۱۲ |                              | ...I love                 | Han Hyo-joo feat. Sweet Sorrow       |
| ۲۰۱۲ | 숨바꼭질                     | Hide and Seek             | Han Hyo-joo feat. Broccoli, You Too? |

### برنامه‌های تلویزیونی
| سال       | عنوان                             | شبکه    | یادداشت                              |
| --------- | --------------------------------- | ------- | ------------------------------------ |
| ۲۰۰۵      | Love Letter                       | SBS     | Guest - Episodes ۲۶–۲۷, ۳۰–۳۱, ۳۴–۳۵ |
| ۲۰۰۵      | X-Man                             | SBS     | Guest - Episodes ۱۱۰–۱۱۱, ۱۱۴–۱۱۵    |
| ۲۰۰۵–۲۰۰۶ | Popular Song                      | SBS     | ام سی                                |
| ۲۰۰۶      | Come To Play                      | MBC     | Guest - Episode ۸۲                   |
| ۲۰۰۷      | ماهی تنگ بلور                     | MBC     | Guest - Episode ۲۷                   |
| ۲۰۰۷      | Are You Ready                     | KBS2    | Guest - Episode ۱                    |
| ۲۰۰۷      | Ya Shim Man Man                   | SBS     | Guest - Episode ۲۰۴                  |
| ۲۰۰۸      | Park Kyung-rim's Wonderful Outing | MBC     | Guest - Episode ۲۴                   |
| ۲۰۰۸      | Star N The City                   | XTM     | Road Trip to USA                     |
| ۲۰۰۹      | Ya Shim Man Man                   | SBS     | Guest - Brilliant Legacy Special     |
| ۲۰۰۹      | Girls on Top Season 2             | SBS MTV | Guest                                |
| ۲۰۰۹      | Sunday Sunday Night - Danbi       | MBC     | Guest - Episode ۳                    |
| ۲۰۱۰      | You Hee-yeol's Sketchbook         | KBS2    | Guest - Episode ۷۱                   |
| ۲۰۱۲      | مرد دونده                         | SBS     | Guest - Episodes ۱۲۳–۱۲۴             |
| ۲۰۱۲      | Cultwo Show                       | SBS     | Guest - Episode ۸۲۸                  |
| ۲۰۱۳      | مرد دونده                         | SBS     | Guest - Episodes ۱۵۱–۱۵۲             |

## دیسکوگرافی

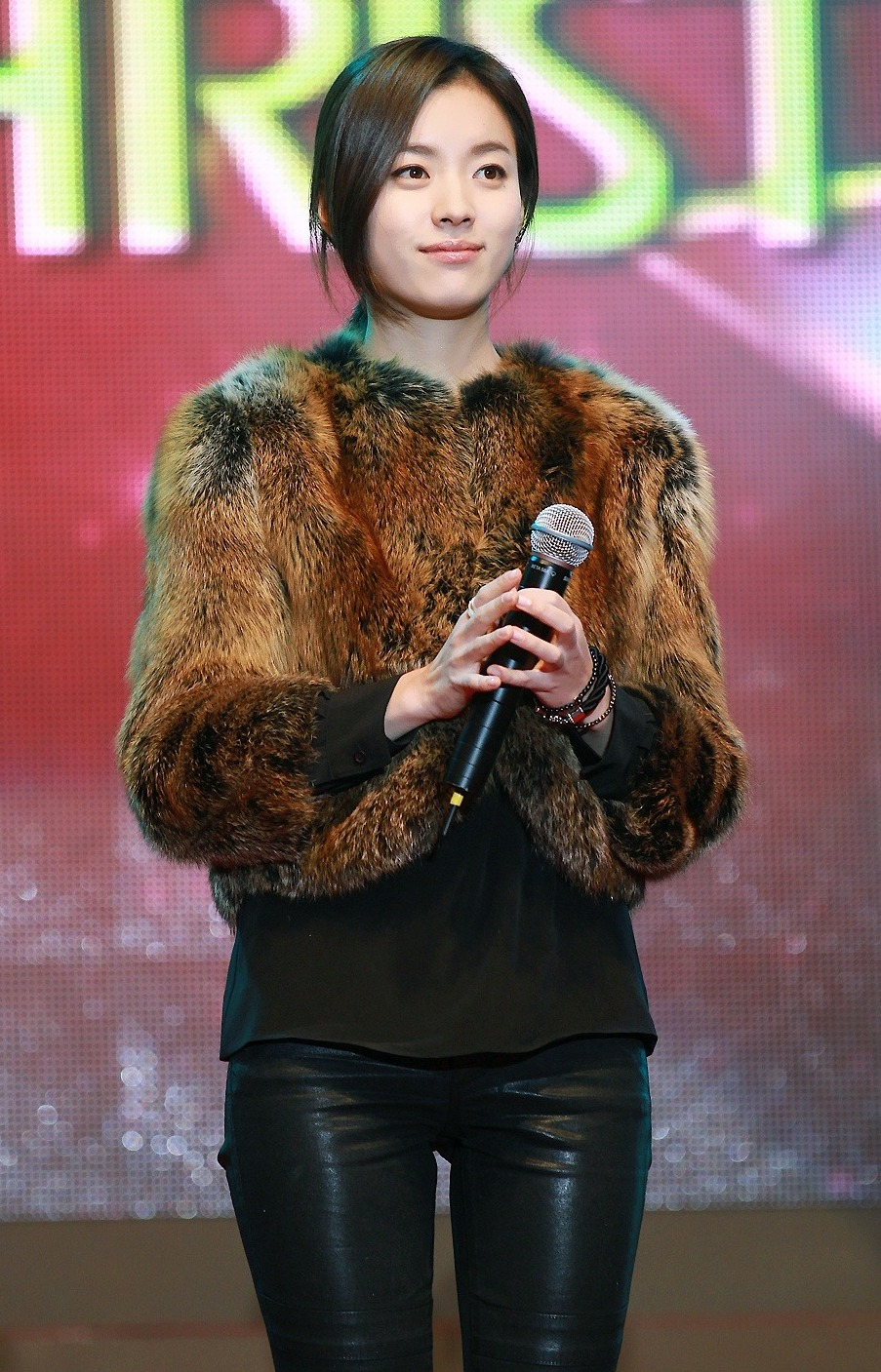
در سال ۲۰۱۴

| سال  | نام موزیک به کره‌ای                | نام موزیک به انگلیسی  | هنرمند                                           | از آلبوم                          |
| ---- | --------------------------------- | --------------------- | ------------------------------------------------ | --------------------------------- |
| ۲۰۰۵ | 처음이었어요                      | It's the First Time   | Han Hyo-joo                                      | Nonstop 5 OST                     |
| ۲۰۰۸ | 달려라 자전거                     | Ride Away             | Han Hyo-joo                                      | Ride Away OST                     |
| ۲۰۰۹ | 왈칵눈물이                        | Sudden Burst of Tears | Gan-D feat. Han Hyo-joo                          | Soul Special OST                  |
| ۲۰۰۹ | 바람이 불어… 널 이별해 (Prologue) |                       | Narration by Han Hyo-joo                         | Love Tonic                        |
| ۲۰۱۰ | 오 서울                           | اوه سئول              | My-Q feat. Han Hyo-joo                           | For This, I Was Born              |
| ۲۰۱۰ |                                   | Don't You Know        | No Reply feat. Han Hyo-joo                       | Grand Mint Festival 2010          |
| ۲۰۱۱ | 그대                              | شما                   | Browneyed Soul feat. Han Hyo-joo                 | Brown Eyed Soul                   |
| ۲۰۱۱ | 아침 ۸시                          | 8 A.M.                | My-Q feat. Han Hyo-joo                           | Ready For The World               |
| ۲۰۱۱ | 연애시대                          | Alone in Love         | لی سونگ گی feat. Ra.D (narration by Han Hyo-joo) |                                   |
| ۲۰۱۲ |                                   | من دوست دارم          | Han Hyo-joo feat. Sweet Sorrow                   | LG Sum:37 5th Anniversary CF song |
| ۲۰۱۲ | 숨바꼭질                          | Hide and Seek         | Han Hyo-joo feat. Broccoli, You Too?             |                                   |

## حمایت‌ها
| سال       | مؤسسه                                                                                        |
| --------- | -------------------------------------------------------------------------------------------- |
| ۲۰۰۵      | Anti-Smoking Campaign                                                                        |
| ۲۰۰۵      | Han Game                                                                                     |
| ۲۰۰۵      | پیتزا هات (with Lee Yeon-hee)                                                                |
| ۲۰۰۵–۲۰۰۶ | Crencia (with Jo In-sung)                                                                    |
| ۲۰۰۵–۲۰۰۶ | CYOU Soju                                                                                    |
| ۲۰۰۶      | Ensure Traffic Order Campaign                                                                |
| ۲۰۰۶      | Green Time Green Tea (with Ju Ji-hoon)                                                       |
| ۲۰۰۶–۲۰۰۷ | Enprani Cosmetics                                                                            |
| ۲۰۰۸      | Maxim Coffee (with Jo In-sung)                                                               |
| ۲۰۰۸      | Korean Air                                                                                   |
| ۲۰۰۸–۲۰۱۱ | Samchuly                                                                                     |
| ۲۰۰۹      | Save the Penguins Campaign                                                                   |
| ۲۰۰۹      | Sweetest Love Campaign by Vogue                                                              |
| ۲۰۰۹      | Nong Shim Natural Snacks                                                                     |
| ۲۰۰۹      | Cello                                                                                        |
| ۲۰۰۹      | Kia Soul                                                                                     |
| ۲۰۰۹      | Baskin Robbins                                                                               |
| ۲۰۰۹      | Samsung Camera VLUU Series                                                                   |
| ۲۰۰۹      | Korea's representative for Lacoste                                                           |
| ۲۰۰۹–۲۰۱۰ | Jambangee Jeans (with Chung Lim in 2009 and 2AM in 2010)                                     |
| ۲۰۰۹–۲۰۱۴ | LG SU:M ۳۷'                                                                                  |
| ۲۰۰۹–۲۰۱۴ | VIKI Numerous                                                                                |
| ۲۰۱۰      | Grand Mint Festival Lady                                                                     |
| ۲۰۱۰      | Yoplait Yogurt                                                                               |
| ۲۰۱۰–۲۰۱۱ | Mr Pizza                                                                                     |
| ۲۰۱۰–۲۰۱۲ | Lotte Card                                                                                   |
| ۲۰۱۰–۲۰۱۲ | Samsung Camera NX Series                                                                     |
| ۲۰۱۱      | HEAD Sports (with Park Yu-hwan)                                                              |
| ۲۰۱۱      | LOVCAT Paris                                                                                 |
| ۲۰۱۱      | LOVCAT Bijoux                                                                                |
| ۲۰۱۱      | Xylitol                                                                                      |
| ۲۰۱۱–۲۰۱۲ | Samsung Camera Mirror Pop MV800 (with Lee Je-hoon)                                           |
| ۲۰۱۲      | Korea Cable TV Association (KCTA) - Digital Cable TV (with Yang Joon-Hyuk and Choi Hyo-jong) |
| ۲۰۱۲      | Oksusu Corn Silk Tea                                                                         |
| ۲۰۱۲–۲۰۱۴ | Black Yak (with Jo In-sung)                                                                  |
| ۲۰۱۳–۲۰۱۴ | Acuvue (with سونگ جونگ-کی)                                                                   |
| ۲۰۱۳      | Daum Communications - 'Art and Shake' application                                            |
| ۲۰۱۳      | Good Downloader Campaign                                                                     |
| ۲۰۱۴      | Givenchy eyewear                                                                             |
| ۲۰۱۴      | هنکوک                                                                                        |

## جوایز و نامزدی‌ها
| سال  | جایزه                                                           | رده                                                   | اثر نامزدش شده           | نتیجه    |
| ---- | --------------------------------------------------------------- | ----------------------------------------------------- | ------------------------ | -------- |
| ۲۰۰۳ | 9th Miss Binggrae Smile Pageant                                 | Grand Prize                                           | —                        | برنده    |
| ۲۰۰۶ | 26th Korean Association of Film Critics Awards                  | Best New Actress                                      | Ad-lib Night             | برنده    |
| ۲۰۰۶ | KBS Drama Awards                                                | Best New Actress                                      | Spring Waltz             | نامزدشده |
| ۲۰۰۷ | 20th جشنواره فیلم سنگاپور                                       | Best Actress                                          | Ad-lib Night             | برنده    |
| ۲۰۰۷ | 24th Korea Best Dressed Swan Awards                             | Best Dressed                                          | —                        | برنده    |
| ۲۰۰۷ | KBS Drama Awards                                                | Best Couple Award with Park Hae-jin                   | Like Land and Sky        | برنده    |
| ۲۰۰۷ | KBS Drama Awards                                                | Popularity Award                                      | Like Land and Sky        | برنده    |
| ۲۰۰۷ | KBS Drama Awards                                                | Best New Actress                                      | Like Land and Sky        | نامزدشده |
| ۲۰۰۷ | KBS Drama Awards                                                | Excellence Award, Actress in a Daily Drama            | Like Land and Sky        | نامزدشده |
| ۲۰۰۸ | 1st Korea Jewelry Awards                                        | Pearl Award                                           | —                        | برنده    |
| ۲۰۰۸ | SBS Drama Awards                                                | New Star Award                                        | ایلجیمائه                | برنده    |
| ۲۰۰۹ | 45th جایزه هنری پاکسانگ                                         | Most Popular Actress (TV)                             | ایلجیمائه                | نامزدشده |
| ۲۰۰۹ | 4th Andre Kim Best Star Awards                                  | Star Award                                            | —                        | برنده    |
| ۲۰۰۹ | 3rd Mnet 20's Choice Awards                                     | Hot Female Drama Star                                 | Brilliant Legacy         | برنده    |
| ۲۰۰۹ | SBS Drama Awards                                                | Best Couple Award with لی سونگ گی                     | Brilliant Legacy         | برنده    |
| ۲۰۰۹ | SBS Drama Awards                                                | Top 10 Stars                                          | Brilliant Legacy         | برنده    |
| ۲۰۰۹ | SBS Drama Awards                                                | Excellence Award, Actress in a Special Planning Drama | Brilliant Legacy         | برنده    |
| ۲۰۱۰ | 46th جایزه هنری پاکسانگ                                         | Best Actress (TV)                                     | Brilliant Legacy         | نامزدشده |
| ۲۰۱۰ | 5th Seoul International Drama Awards                            | Outstanding Korean Actress                            | Brilliant Legacy         | برنده    |
| ۲۰۱۰ | 3rd Korea Drama Awards                                          | Best Actress                                          | Dong Yi                  | برنده    |
| ۲۰۱۰ | MBC Drama Awards                                                | Popularity Award                                      | Dong Yi                  | برنده    |
| ۲۰۱۰ | MBC Drama Awards                                                | Top Excellence Award, Actress                         | Dong Yi                  | نامزدشده |
| ۲۰۱۰ | MBC Drama Awards                                                | Daesang (Grand Prize)                                 | Dong Yi                  | برنده    |
| ۲۰۱۱ | 1st Hong Kong Cable TV Awards                                   | Best Actress                                          | Dong Yi                  | برنده    |
| ۲۰۱۱ | 47th جایزه هنری پاکسانگ                                         | Best Actress (TV)                                     | Dong Yi                  | برنده    |
| ۲۰۱۱ | 45th Taxpayers' Day (given by Ministry of Strategy and Finance) | Presidential Commendation as Honest Taxpayer          | —                        | برنده    |
| ۲۰۱۲ | CETV Asia's Top 10 Popular Star Awards                          | Hallyu Star Prize                                     |                          | برنده    |
| ۲۰۱۳ | 49th جایزه هنری پاکسانگ                                         | Best Actress                                          | Love ۹۱۱                 | نامزدشده |
| ۲۰۱۳ | 22nd Buil Film Awards                                           | Best Actress                                          | Cold Eyes                | برنده    |
| ۲۰۱۳ | 6th Style Icon Awards                                           | Style Icon                                            | —                        | نامزدشده |
| ۲۰۱۳ | 33rd Korean Association of Film Critics Awards                  | Best Actress                                          | Cold Eyes                | نامزدشده |
| ۲۰۱۳ | 34th جایزه فیلم اژدهای آبی                                      | Best Actress                                          | Cold Eyes                | برنده    |
| ۲۰۱۴ | 8th Asian Film Awards                                           | Best Actress                                          | Cold Eyes                | نامزدشده |
| ۲۰۱۴ | 50th جایزه هنری پاکسانگ                                         | Most Popular Actress (Film)                           | Cold Eyes                | نامزدشده |
| ۲۰۱۵ | 52nd جایزه ناقوس بزرگ                                           | Best Actress                                          | زیبای درون               | نامزدشده |
| ۲۰۱۵ | 36th جایزه فیلم اژدهای آبی                                      | Best Actress                                          | زیبای درون               | نامزدشده |
| ۲۰۱۵ | 4th جایزه انجمن بازیگران فیلم کره ای                            | Top Star Award                                        | زیبای درون               | برنده    |
| ۲۰۱۶ | 11th Max Movie Awards                                           | Best Actress                                          | زیبای درون               | نامزدشده |
| ۲۰۱۶ | ۵۲مین مراسم اهدای جوایز هنری بکسانگ                             | (Best Actress (Film                                   | زیبای درون               | نامزدشده |
| ۲۰۱۶ | 25th Buil Film Awards                                           | Best Actress                                          | زیبای درون               | نامزدشده |
| ۲۰۱۶ | 4th BIFF with Marie Claire Asia Star Awards                     | Asia Star Award                                       | Love,Lies                | برنده    |
| ۲۰۱۶ | 5th APAN Star Awards                                            | (Daesang (Grand Prize                                 | W                        | نامزدشده |
| ۲۰۱۶ | 5th APAN Star Awards                                            | Top Excellence Award, Actress in a Miniseries         | W                        | برنده    |
| ۲۰۱۶ | 5th APAN Star Awards                                            | Best Couple Award with Lee Jong-suk                   | W                        | نامزدشده |
| ۲۰۱۶ | 1st جوایز هنرمند آسیا                                           | Best Artist Award, Actress                            | W                        | نامزدشده |
| ۲۰۱۶ | MBC Drama Awards                                                | (Daesang (Grand Prize                                 | W                        | نامزدشده |
| ۲۰۱۶ | MBC Drama Awards                                                | Top Excellence Award, Actress in a Miniseries         | W                        | برنده    |
| ۲۰۱۶ | MBC Drama Awards                                                | Best Couple Award with Lee Jong-suk                   | W                        | برنده    |
| ۲۰۱۸ | Buil Film Awards                                                | Popular Star Award                                    | Illang: The Wolf Brigade | نامزدشده |
| ۲۰۲۲ | Blue Dragon Series Awards                                       | Best Leading Actress                                  | Happiness                | نامزدشده |
| ۲۰۲۲ | Blue Dragon Series Awards                                       | Popular Star Award                                    | Happiness                | برنده    |